# Jean-Robert Gauthier
Pour les articles homonymes, voir Gauthier.
Jean-Robert Gauthier (né le 22 octobre 1929 et mort le 10 décembre 2009) est un chiropraticien et homme politique canadien.

## Biographie
Né à Ottawa en Ontario le 22 octobre 1929, il complète des études à l'Académie De-La-Salle d'Ottawa et au Collège Saint-Alexandre avant d'obtenir son doctorat en chiropratique au Collège de chiropratique de Toronto en 1953. 
Il retourne dans sa ville natale dès 1954 pour pratiquer le métier de chiropraticien tout en s'impliquant dans le domaine de l'éducation. C'est dans ce contexte que Jean-Robert Gauthier - qui est d'ailleurs le petit-fils du député de Gaspé Louis-Philipe Gauthier - entame sa longue carrière politique. Au niveau municipal, il occupe le poste de membre puis de président (entre 1963 et 1966) du Conseil scolaire de Gloucester, puis celui de membre et de vice-président du Conseil scolaire d'Ottawa (entre 1971 et 1972) avant de se présenter aux élections fédérales de 1972 sous la bannière du Parti libéral du Canada. 
Il est ainsi élu député dans la circonscription d'Ottawa-Est, puis réélu dans la nouvelle circonscription d'Ottawa—Vanier en 1974, 1979, 1980, 1984, 1988 et 1993. Pendant cette période, il préside divers comités et exerce une variété de rôle, dont celui de whip des Libéraux et de l'Opposition officielle de 1984 à 1990, puis celui de chef de l'opposition officielle entre 1988 et 1990. Lors de la victoire libérale en 1993, il se présente pour devenir Président de la Chambre des communes, mais fut défait par Gilbert Parent qui recueillit un vote de plus que lui. Il démissionne de son poste de député en 1994 pour accepter celui de sénateur dans la division de l'Ontario. Nommé sénateur d'Ottawa—Vanier en 2001, il occupe ce poste jusqu'à sa retraite. 
Considéré tout au long de sa carrière politique comme un grand défenseur des droits des Franco-Ontariens et du dossier des langues officielles (engagements qui lui valent de nombreuses distinctions), il s'implique aussi au sein de l'Assemblée internationale des parlementaires de langue française. Jean-Robert Gauthier prend sa retraite en 2004 à l'âge de 75 ans. 
Un fonds d'archives portant sur les activités de Jean-Robert Gauthier est conservé par le Centre de recherche en civilisation canadienne-française de l'Université d'Ottawa. 

## Honneurs et distinctions
- Doctorat honorifique en éducation de l'Université d'Ottawa (1996)
- Grade de Grand-Croix de l'Ordre de la Pléiade (1998)
- Prix Boréal de la Fédération des communautés francophones et acadienne du Canada (1998)
- Officier de la Légion d'honneur (2002)
- Membre de l'Ordre du Canada (2007)
- Membre de l'Ordre de l'Ontario (2009)